# Grand Est Open 88 2025 - Doppio
Il doppio femminile del torneo di tennis professionistico Grand Est Open 88 2025, facente parte della categoria WTA 125 nell'ambito del WTA 125 2025, si è giocato dal 10 al 13 giugno 2025 a Contrexéville, in Francia.
In finale Quinn Gleason e Ingrid Martins hanno sconfitto Emily Appleton e Isabelle Haverlag con il punteggio di 6-1, 7-6(4).
Oksana Kalašnikova e Iryna Šymanovič erano le detentrici del titolo, ma entrambe hanno deciso di non partecipare a questa edizione del torneo.

## Teste di serie
1. Quinn Gleason /  Ingrid Martins (Campionesse)

1. Emily Appleton /  Iryna Šymanovič (finale)

## Tabellone

### Legenda
| - Q = Qualificato - WC = Wild card - LL = Lucky loser | - ALT = Alternate - SE = Special Exempt - PR = Protected Ranking | - w/o = Walkover - r = Ritirato - d = Squalificato |

|  | Quarti di finale | Quarti di finale                   | Quarti di finale                   | Quarti di finale | Quarti di finale |  |  | Semifinali | Semifinali                         | Semifinali              | Semifinali                       | Semifinali                       |   |    | Finale | Finale                       | Finale                       | Finale | Finale |  |
|  |                  |                                    |                                    |                  |                  |  |  |            |                                    |                         |                                  |                                  |   |    |        |                              |                              |        |        |  |
|  | 1                | Q Gleason I Martins                | Q Gleason I Martins                | 6                | 6                |  |  |            |                                    |                         |                                  |                                  |   |    |        |                              |                              |        |        |  |
|  |                  | A Anšba A Bolsova                  | A Anšba A Bolsova                  | 4                | 2                |  |  | 1          | Q Gleason I Martins                | 6                       | 5                                | [10]                             |   |    |        |                              |                              |        |        |  |
|  |                  | E Cascino C Monnet                 | E Cascino C Monnet                 | 3                | 1                |  |  |            | Y Cavallé Reimers A Herrero Liñana | 3                       | 7                                | [4]                              |   |    |        |                              |                              |        |        |  |
|  |                  | Y Cavallé Reimers A Herrero Liñana | Y Cavallé Reimers A Herrero Liñana | 6                | 6                |  |  |            |                                    |                         |                                  |                                  |   |    | 1      | Quinn Gleason Ingrid Martins | Quinn Gleason Ingrid Martins | 6      | 7      |  |
|  |                  | Á Fita Boluda L Pigossi            | 3                                  | 6                | [10]             |  |  |            |                                    | 2                       | Emily Appleton Isabelle Haverlag | Emily Appleton Isabelle Haverlag | 1 | 64 |        |                              |                              |        |        |  |
|  |                  | N Fossa Huergo M Kempen            | 6                                  | 3                | [6]              |  |  |            | Á Fita Boluda L Pigossi            | Á Fita Boluda L Pigossi | 5                                | 4                                |   |    |        |                              |                              |        |        |  |
|  |                  | V Jiménez Kasintseva L Radivojević | V Jiménez Kasintseva L Radivojević | 4                | 60               |  |  | 2          | E Appleton I Haverlag              | E Appleton I Haverlag   | 7                                | 6                                |   |    |        |                              |                              |        |        |  |
|  | 2                | E Appleton I Haverlag              | E Appleton I Haverlag              | 6                | 7                |  |  |            |                                    |                         |                                  |                                  |   |    |        |                              |                              |        |        |  |